# Catalina Carlota del Palatinado-Zweibrücken
Catalina Carlota de Palatinado-Zweibrücken ( en alemán : Katharina Charlotte von Pflaz-Zweibrücken ; 11 de enero de 1615 en Zweibrücken - 21 de marzo de 1651 en Düsseldorf ) fue una princesa alemana de la rama palatina de la Casa de Wittelsbach. Catalina Carlota además se convirtió en la segunda esposa del Duque Wolfgang Guillermo del Palatinado Neoburgo.

## Biografía
Catalina Carlota era hija del duque Juan II del Palatinado-Zweibrücken (1584-1635) y su segunda esposa, Luisa Juliana del Palatinado (1594-1640), hija de Federico IV del palatinado .
Protestante reformada , se casó en 1631 en la ciudad de Zweibrücken con el duque Wolfgang Guillermo del Palatinado-Neoburgo (1578-1653), su primo, quien se había convertido al catolicismo en 1614 , bajo la influencia de su primera esposa, Magdalena de Baviera , y había buscado el apoyo del Emperador, el Rey de España y varios otros príncipes alemanes. El matrimonio, entre cónyuges de diferentes confesiones, pretendía consolidar los lazos familiares entre los diversos linajes de la rama palatina de los Wittelsbach .
Por razones de consanguinidad y diversidad de fe, fue necesario obtener una dispensa papal para este matrimonio, expedida por el papa Urbano VIII , con la condición de que los hijos de la pareja fueran educados en la fe católica. La decisión del Papa parece haber sido un primer paso hacia el reconocimiento de los matrimonios religiosos entre católicos y protestantes, pero su sucesor, Inocencio X, no concedió más dispensas.
Wolfgang Guillermo se esforzó por convertir a su esposa al catolicismo, pero Catalina Carlota permaneció protestante hasta su muerte. Por ello, fue enterrada el 4 de abril de 1651 en la cripta de la colegiata de San Lamberto, ya que los jesuitas y el arzobispo de Colonia se negaron a permitir que una princesa calvinista fuera enterrada en la recién construida iglesia de San Andrés. La duquesa estipuló que se hiciera una donación anual a los pobres de Zweibrücken , Lichtenberg , Meisenheim y Neucastell .